# Roche-le-Peyroux
Roche-le-Peyroux (en occitano Ròcha d'a Peirós) es una comuna francesa, situada en la región de Lemosín, en el departamento de Corrèze, en el distrito de Ussel y en el cantón de Neuvic.
Según el censo de 2008 tenía 86 habitantes.
No forma parte de ninguna Communauté de communes.
Se encuentra cerca del límite entre Corrèze y Cantal, y de la confluencia del río Diège con el Dordoña.

## Demografía
| 95 | 124 | 77 | 93 | 79 | 84 | 86 |
| Para los censos de 1962 a 1999 la población legal corresponde a la población sin duplicidades (Fuente: INSEE [Consultar]) |     |    |    |    |    |    |